# Giacomo Franzoni

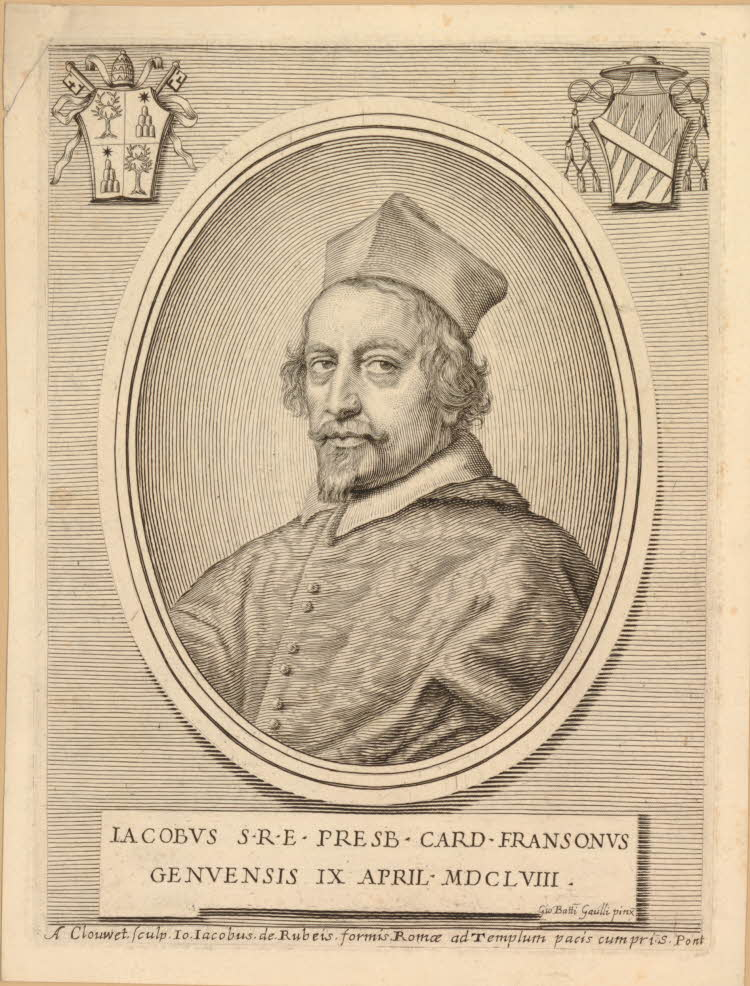
Giacomo Kardinal Franzoni (Stich von Albert Clouwet, 1658)

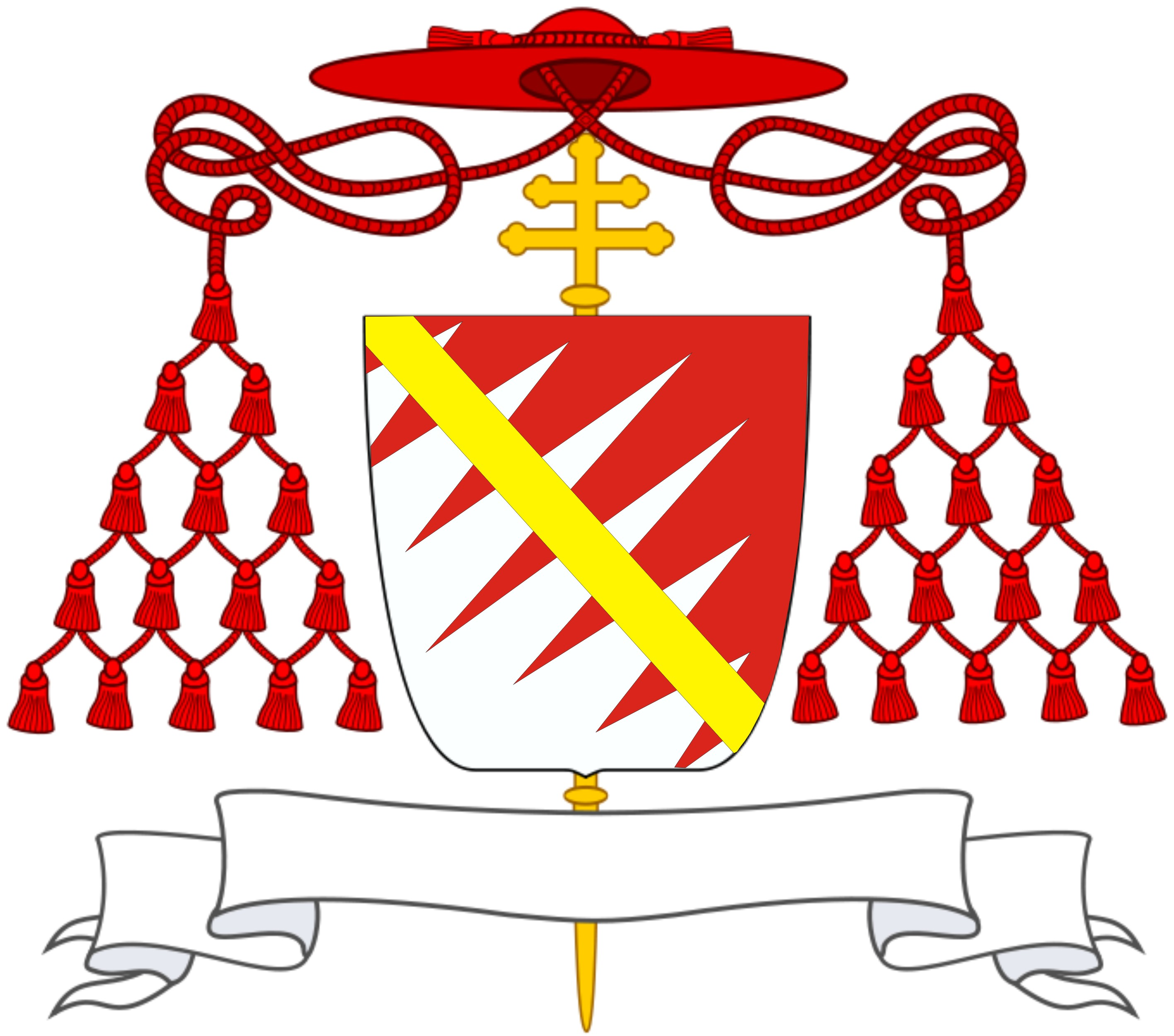
Kardinalswappen (schematische Darstellung)

Giacomo Franzoni (auch Jacopo Franzoni, Giacomo Franzone oder Giacomo Fransoni; * 5. Dezember 1612 in Genua; † 19. Dezember 1697 in Rom) war ein italienischer Kardinal und Bischof von Camerino.

## Leben
Der Sohn des Marchese Anfrano Franzoni und dessen Ehefrau Girolama Fieschi stammte aus einer begüterten und einflussreichen genuesischen Adelsfamilie, die bereits mehrere Senatoren und Dogen der Republik Genua hervorgebracht hatte. Mit sechzehn Jahren beschloss er, gegen den Willen seiner Familie, in den geistlichen Stand zu treten. Er studierte an den Universitäten in Bologna sowie in Padua, in Bologna erwarb er den akademischen Grad eines Doctor iuris utriusque.
Papst Alexander VII. erhob ihn im Konsistorium vom 29. April 1658 in pectore zum Kardinalat. Verkündet wurde dies erst am 5. April 1660, woraufhin Franzoni am 19. April 1660 vom Papst den Galero empfing und als Kardinaldiakon von Santa Maria in Aquiro installiert wurde. Am 7. Juni 1666 wurde er zum Bischof von Camerino ernannt und empfing am 13. Juni 1666 durch Neri Corsini die Bischofsweihe; Mitkonsekratoren waren Carlo de’ Vecchi, früherer Bischof von Chiusi, und Emilio Bonaventura Altieri, früherer Bischof von Camerino. Am 14. Januar 1669 wurde er Kardinaldiakon von Santa Maria in Cosmedin. Am 14. Mai 1670 zum Kardinalpriester von San Pancrazio erhoben, wurde er am 27. Februar 1673 zum Kardinalpriester von Santa Maria in Ara Coeli und am 30. April 1685 zum Kardinalpriester von Santa Maria della Pace ernannt. Am 10. November 1687 wurde er Kardinalbischof von Frascati. Am 28. September 1693 übernahm er als Kardinalbischof das suburbikarische Bistum Porto-Santa Rufina. Vor dem 23. November 1693 trat er als Bischof von Camerino zurück.
Kardinal Franzoni starb nach achtzehnmonatiger Krankheit und wurde auf seinen ausdrücklichen Wunsch hin in der römischen Kirche Santa Maria in Vallicella beigesetzt, was seine Verehrung für den heiligen Filippo Neri zum Ausdruck bringen sollte.